# Gilwell Park
Gilwell Park är en lägerplats och aktivitetscenter för scouter, såväl som ett utbildnings- och konferenscenter för scoutledare. Det 44 hektar stora godset ligger i Sewardstonebury, Epping Forest, nära Chingford, London.
Området var i slutet av medeltiden en gård, vilken växte till ett rikt gods som dock började utarmas i slutet av 1800-talet. Det köptes 1919 av William De Bois Maclaren och donerades till The Scout Association för att tillhandahålla en fast lägerplats för Londons scouter och en träningsplats för scouter i gemen. Eftersom scoutledare från hela världen har kommit till Gilwell Park för sin Wood Badge-utbildning, är centret ett av scoutings största landmärken.
På platsen finns lägerängar för grupper med upp till 1 200 deltagare, inomhusförläggning, historiska platser, scoutmonument och aktiviteter lämpade för alla åldersgrupper. Här kan evenemang för upp till 10 000 personer hållas. Centret kan även hyras av icke-scouter för lägerskolor, bröllop och konferenser.

## Historia

### Den ursprungliga medeltida gården
Gilwell Parks nedskrivna historia kan följas så långt tillbaka som 1407, då John Crow ägde Gyldiefords, egendomen som senare skulle bli Gilwell Park. Mellan 1407 och 1422 sålde Crow marken till Richard Rolfe, och området kom att bli känt som Gillrolfes. Namnet kommer från "Gill", som betyder dalgång, och "Rolfes" efter ägaren. Efter Rolfes död 1422 kom olika delar av egendomen att kallas "Stora Gilwell" och "Lilla Gilwell". Namnet "Gilwell" kommer av det gammalengelska ordet "wella", som betyder källa. En gård har varit belägen på egendomen sedan dess. Runt denna tid inköptes 5,6 intilliggande hektar mark av Richard Osborne. Denne Osborne byggde 1442 ett hus kallat Osborne Hall, vilket var beläget här i 300 år. Legenden gör gällande att kung Henrik VIII i början av 1500-talet ägde egendomen och byggde en jaktstuga åt sin son Edward, men det finns inga belägg för detta. Den kända stråtrövaren Dick Turpin började runt 1736 använda Gilwells skogar som gömställe och som utgångspunkt för sina angrepp på resenärer och transporer på väg till London.
1754 köpte William Skrimshire Stora Gilwell, Lilla Gilwell och halva Osbornes egendom, Osborne Hall inkluderat. Skrimshire rev Osborne Hall och byggde ett nytt residens, som han också kallade Osborne Hall. Den byggnaden är nu känd som Vita Huset. Timmerdetaljer i Vita huset har daterats till denna tid, men inte till tidigare epoker. Leonard Tresilian (?-1792) köpte 1771 egendomen och utvidgade dess ägor och residensets storlek. Trestilians första fru, Margaret Holland, dog ung efter att ha fött tre döttrar. Han gifte sig därefter med Elizabeth Fawson. Eftersom han önskade att hans äldsta dotter, även hon vid namn Margaret (1750 - runt 1844), upprättade Tresilian ett detaljerat äktenskapsförord med Fawsons far. Vid Tresilians död 1792 hade Margaret gift sig med William Basset Chinnery (1766 - 1834), konstnären George Chinnerys äldre bror.

### Välbärgat gods på 1700-talet
Familjen Chinnery var rik och inflytelserik. William Chinnerys far, även han vid namn William, ägde handelsfartyg och namngav ett Gilwell år 1800. William och Margaret bodde till en början i London, och då de efter tre års äktenskap ärvde Gilwell år 1792, flyttade de år 1793 till Gilwell. De chockade snart lokalbefolkningen genom att ändra namn på Osborne Hall till "Gilwell Hall". William Chinnery utvidgade Gilwells jordegendomar genom omfattande markuppköp under de följande femton åren, och omvandlade tillsammans med sin fru godset till en lantegendom med trädgårdar, stigar och statyer. Delar av trädgården, stigarna och husombyggnaderna lever kvar in i 2000-talet. William Chinnery avslöjades med att ha förskingrat en mindre förmögenhet av det brittiska skatteverket där han arbetade, och avskedades från alla sina uppdrag 12 mars 1812. Margaret Chinnery tvingades att lämna över Gilwell-godset till kronofogden 2 juli 1812.
Familjen Chinnery var så pass prominenta att den engelska noblessen ofta besökte dem under 1790-talet och tidigt 1800-tal. Kung Georg III var en regelbunden besökare. Georg III:s sjunde son, prins Adolf, blev en vän till familjen, bodde en tid på Gilwell och var under en tid familjens äldste son Georges privatlärare.
Gilpin Gorst köpte 1815 godset på en exekutiv auktion, och hans son sålde det till Thomas Usborne år 1824. Då den ursprungliga London Bridge utbyttes år 1826 köpte Usborne delar av de ursprungliga stenbalustraderna, vilka dateras till 1209, och reste dem bakom Vita huset runt Buffelns gräsmatta. Godset bytte ägare ett flertal gånger, men dessa familjer underhöll inte egendomen och det förföll fram till början av 1900-talet. Pastor Cranshaw köpte egendomen år 1911 och var den sista ägaren innan the Boy Scout Association (nuvarande The Scout Association) blev dess ägare.

### Koppling till scouting

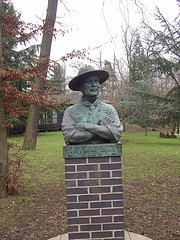
Byst av Baden-Powell, donerad till Olave Baden-Powell för Gilwell Park av de mexikanska pojkscouterna år 1968

Godsets skick försämrades ytterligare under 1910-talet. William F. de Bois Maclaren var förläggare och scoutadministratör från Rosneath, Dumbartonshire, Skottland. Under en affärsresa till London blev Maclaren bedrövad över att se att scouterna i East End saknade ett lämpligt friluftsområde att företa sina scoutaktiviteter i. Han kontaktade Robert Baden-Powell i ärendet, som ålade P.B. Nevill att lösa problemet. Nevill var vid den här tiden scoutadministratör för East End. Under en middag på Roland House, scouternas vandrarhem i Stepney den 20 november 1918 gick Maclaren med på att donera 7 000 pund till projektet. Som en del av avtalet begränsades det tänkbara området till Hainault Forest och Epping Forest. Vandrarscouter genomsökte båda områden utan framgång fram tills det att John Gayfer, en ung ledarassistent, föreslog Gilwell Hall, en plats som han använde för fågelskådning. Nevill besökte egendomen och blev imponerad, även om byggnaderna var i bedrövligt skick. Egendomen var till salu för 7 000 pund, precis den summa Maclaren hade donerat. Egendomen omfattade 21 hektar.
Egendomen inköptes under tidiga 1919 åt the Boy Scout Association av Maclaren. Nevill tog först med sina vandrarscouter för att reparera den förfallna egendomen skärtorsdagen den 17 april 1919. Under besöket sov vandrarscouterna trädgårdsmästarskjulet i trädgårdsodlingen, eftersom marken var för fuktig för att kunna slå upp tält på. De kallade skjulet "Svinstian", och trots att det är förfallet, står det fortfarande kvar, eftersom det var platsen för det första scoutlägret på Gilwell Prk. Maclaren besökte ofta Gilwell Park och hjälpte till att renovera byggnaderna. Hans hängivenhet var så stor att han donerade ytterligare 3 000 pund. Maclarens mål hade varit att tillhandahålla en lägerplats, men Baden-Powell såg framför sig ett träningscenter för scouter. En officiell ingivning planerades för 19 juni 1919, men fick senareläggas till lördag, 26 juni 1919 så att scouterna kunde deltaga i den officiella fredsparaden till minne av krigsslutet. Inbjudningarna ändrades för hand för att spara pengar. Signifikanta om- och tillbyggnader gjordes under 1920-talet. På grund av begränsade resurser gjordes få reparationer under den stora depressionen under 1930-talet. Baden-Powell bodde aldrig på Gilwell Park, men höll ofta läger, föreläste, höll kurser och besökte ofta möten på platsen. Han visade på betydelsen av scoutträningen på Gilwell Park genom att ta med det som del av sitt adelsnamn, 1st Baron Baden-Powell of Gilwell, då han adlades år 1929.

### Krigstiden och senare utveckling

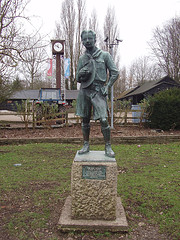
The Ideal Scout, donerad till Gilwell Park år 1966 av the Boy Scouts of America

Egendomen användes av det brittiska försvarsministeriet mellan 1940 och 1945 som lokalt kommando-, tränings och ordinanscenter. Inte mycket återstår från andra världskriget, bortsett från bombkratern som skapades av en av Luftwaffe nedsläppt bomb. Den förstorades senare och används nu för bad och kanotpaddling. Efter kriget köpte scoutförbundet upp angränsande mark för att utvidga egendomens storlek och skydda det från snabbt växande utbyggnad i trakten. Dessa områden kallas The Quick, New Field och Hilly Field. Ytterligare uppköp och en donation från Sydafrika under första halvan av 1950-talet gjorde att egendomen nådde sin nuvarande utbredning. Detta var början på en era av utbyggnad av lägerfaciliteter för scouter, som varade fram till den första halva av 1960-talet. Tränings- och förläggningsfaciliteter byggdes sedan till under det tidiga 1970-talet.
Under 1970-talet byggdes två viktiga och populära byggnader: Dorothy Hughes Pack Holiday Centre för cub scouts (ungefär miniorscouter) och Colquhoun International Centre för scoututbildning, vilket från början kallades The International Hall of Friendship. Under 1980-talet utfördes omfattande renoveringar av Vita huset. I april 2001 flyttade scoutförbundet sin programpersonal från London till Gilwell Park, där dess utbildningspersonal redan arbetade. Omfattande renoveringar av Vita huset och andra byggnader gjordes. Med en budget på 20 miljoner pund och individuella donationer på uppemot 500 000 pund har förbättringar av anläggningen gjorts inför den tjugoförsta världsjamboreen år 2007, vilket är scoutings officiella 100-årsfirande. Denna hölls i det närbelägna Hylands Park, Chelmsford, Essex, och relaterade aktiviteter ägde rum på Gilwell Park. Gilwell Park ger varje år det brittiska scoutförbundet en inkomst på över en miljon pund i form av konferensavgifter, hyresavgifter och försäljning av scoutrelaterat material.
Gilwell Park är ett av fyra scoutcenter i det brittiska scoutförbundets ägo, tillsammans med Baden-Powell House, Downe och Youlbury.

### Lägerchefer och annan personal
Kapten Francis "Skipper" Gidney blev den första lägerchefen i maj 1919 och innehade posten fram till 1923. Han organiserade den första Wood Badge-kursen, och bidrog till att befästa Gilwell Park som scouternas utbildningscenter. Gidney-stugan byggdes 1929 till hans ära, och är namngiven efter honom. Den andra lägerchefen var John Skinner Wilson, som innehade posten mellan 1923 och 1939. Wilson var överste i brittiska indiska polisen när han blev scoutledare år 1917. År 1921 reste han till Gilwell Park för sin ledarutbildning, vilket ledde till att han pensionerades och blev scoutledare på heltid. Han förärades Bronze Wolf-utmärkelsen år 1937.
R.F "John" Thurman var en brittisk scoutledare som var lägerchef mellan 1943 och 1969, och förärades med en Bronze Wolf-utmärkelse år 1959. Han var en stark förespråkare för scoutledarutbildning och skrev böcker i ämnet som översattes till andra språk. Thurman-monumentet står nära Svinstian. Thurman efterträddes av John Huskin.
Don Potter (1902-2004) var en engelsk skulptör och träsnidare, som innehade titeln Gilwell Master Craftsman. Potter skapade träskulpturer på Gilwell Park, bland andra Jim Green-portalen, Gidney-stugan, Leopard-portarna och de totempålar han skapade för världsjamboreen 1929.

## Aktiviteter

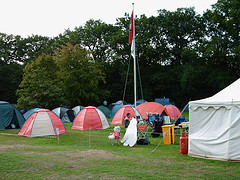
Läger på Gilwell Park, sommaren 2006

Gilwell Park kan anordna inomhus- såväl som utomhuskonferenser, utbildning, ett varierat utbud av klassiska scoutaktiviteter och specialevenemang för scoutorganisationer, såväl som för andra organisationer. Dessa evenemang inkluderar konferenser, ledarutbildningar, teambuilding, mottagningar, bröllop och begravningar. Konferenser hålls vanligtvis i Vita Huset eller i Colquhoun International Centre (CIC), vilka båda är utrustade med moderna informationssystem och utrustning för bild och ljud. CIC har en större samlingssal, fem seminarierum och sex utbildningssviter.

### Utomhusaktiviteter
Scoutcentret tillhandahåller tältplatser, vandrarhem eller konferenser för scouter och scoutledare från hela världen. Aktiviteter på Gilwell Park är bland andra ledarutbildning, höghöjdsbana, bågskytte, trampbilbana, gräspulka, paddling, prickskytte, backklättring, klättervägg, studsmatta, flottbygge, teambuilding, ridning, orientering, pionjärarbeten, utflykter, hajker, fotografi, hinderbanor och aeroball.

### Ledarutbildning

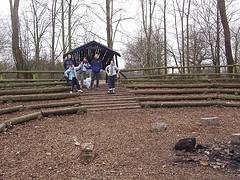
Lägerbålsringen i Gilwell Park

Även om ett flertal olika utbildningar hålls vid Gilwell park, är den mest kända Wood Badge-utbildningen. Francis Gidney, anläggningens första lägerchef, höll den första Wood Badge-kursen på Gilwell Park 8 september - 19 september 1919. Gilwell Park blev scoutrörelsens främsta plats för ledarutbildningar. Ledare från hela världen blev medlemmar i 1st Gilwell Park Scout Group (Gilwell Troop 1) efter avklarad Wood Badge-utbildning. Dessa ledare kallas i och med detta medlemskap Woodbadgers eller Gilwellianer. De platser där wood badgers träffas kallas Gilwell-fältet. 1st Gilwell Park Scout Group träffas varje år den första helgen i september på Gilwell Park för att fira Gilwell-återträffen.
Utbildningsplatsen, nära Vita Huset, är i egenskap av Wood Badge-utbildningens hem Gilwell Parks mest vördade område. En stor ek, Gilwell-eken, separerar utbildningsplatsen från trädgårdsodlingen.